# Halmstads nya verkstads AB
Halmstads nya verkstads AB, var ett verkstadsföretag i Halmstad.
Det grundades 1875 av konsul Anton Angel tillsammans med ingenjörerna Gustaf Sundell och Viktor Fick under namnet Halmstads gjuteri AB. Tillverkningen omfattade till en början huvudsakligen handelsgjutgods för att fortsätta med mejeriutrustningar, ångmaskiner, ångpannor och till och med en ånglustjakt. Även vattenturbiner tillverkades, och runt sekelskiftet 1900 var huvudproduktionen tillverkning järnvägsgodsvagnar.
Omkring 1896 lyckades Malcus Holmquist intressera bolaget för att ta upp tillverkning av lyftverktyg, vilka såldes av Malcus, och slutligen blev denna tillverkning en specialitet för fabriken. 1907 utökades aktiekapitalet och i samband med det ändrades bolagsnamnet till Halmstads nya verkstads AB. Samtidigt förvärvade AB Malcus Holmquist aktiemajoriteten. Under denna tid hade antalet anställda arbetare varierat mellan 75 och 165. Efter ombildningen fick företaget en stadig tillväxt. 1910 blev Johan Wendt från Skåne bolagets disponent och ledde det framgångsrikt till 1944. Under denna tid ökade omsättningen fem gånger, men man lyckades samtidigt hålla ned antalet anställda, som vid mitten av 1940-talet var omkring 105 man.
Bolaget såldes 1960 till ASEA.